# Werner Forner
Pour les articles homonymes, voir Forner.
Werner Forner (Cologne, 10 septembre 1946) est un linguiste allemand spécialiste des langues romanes.
Il a enseigné à l'Université de Siegen dont il est désormais professeur émérite.